# Emile Claude Sweerts de Landas Wyborgh
Emile Claude baron Sweerts de Landas Wyborgh (Nijmegen, 5 mei 1852 - 's-Gravenhage, 3 januari 1928) was een Nederlands burgemeester en commissaris van de Koningin.

## Familie
Sweerts was een lid van het geslacht Sweerts de Landas en de zoon van Coenraad Willem baron Sweerts de Landas Wyborgh (1820-1892), directeur der posterijen Rotterdam, en diens eerste vrouw Claudina Maria Margaretha Dinaux (1827-1858). Hij was een broer van Jacques Henri Leonard Jean baron Sweerts de Landas Wyborgh (1851-1912), viceadmiraal. Hij trouwde in 1879 de Rotterdamse Catharina Smith (1858-1920) met wie hij vier kinderen kreeg.

## Loopbaan
Sweerts de Landas Wyborgh was een voorname, maar minzame man, die na een Indische ambtelijke loopbaan waarin hij het lidmaatschap van de Raad van Nederlands-Indië bekleedde burgemeester werd van Arnhem en daarna van Den Haag. Hij werd in laatstgenoemde functie benoemd door Kuyper. Hij sprak enigszins ironisch vaak raadsleden toe als 'mijn vriend' (mijn vriend Ter Laan). Het kabinet-Heemskerk benoemde hem in 1911 tot commissaris van de Koningin in Zuid-Holland. De liberaal De Beaufort verdacht hem ervan dat hij alleen vanwege opportunistische redenen antirevolutionair was geworden; hij stond daarvoor bekend als liberaal. Was voor de ARP korte tijd Eerste Kamerlid.
Het standbeeld van de gebroeders De Witt in Dordrecht werd door hem onthuld op 12 juni 1918.

## Onderscheidingen
- Ridder in de Orde van de Nederlandse Leeuw
- Grootofficier in de Orde van Oranje-Nassau

- Biografisch Portaal: 13369631
- Parlement.com: vg09ll9w52to